# El Álamo
El Álamo é um município da Espanha, na província e comunidade autônoma de Madrid. Tem 22,25 km² de área e em 2021 tinha 9 908 habitantes (densidade: 445,3 hab./km²). Limita com os municípios de Batres, Casarrubios del Monte e Navalcarnero.